# Trichostomum subsecundum
Trichostomum subsecundum là một loài rêu trong họ Pottiaceae. Loài này được Hook. & Grev. ex Harv. mô tả khoa học đầu tiên năm 1836.